# السرين (سنحان)

تعديل مصدري - تعديل

السرين هي إحدى قرى عزلة الربع الشرقي بمديرية سنحان وبني بهلول التابعة لمحافظة صنعاء، بلغ تعداد سكانها 838 نسمة حسب تعداد اليمن لعام 2004.